# Penicillidia senegalensis
Penicillidia senegalensis är en tvåvingeart som först beskrevs av Paul Gervais 1844.  Penicillidia senegalensis ingår i släktet Penicillidia och familjen lusflugor.
Artens utbredningsområde är Senegal. Inga underarter finns listade i Catalogue of Life.